# David Riesman
David Riesman (ur. 22 września 1909 w Filadelfii, zm. 10 maja 2002 w Binghamton, Nowy Jork) – amerykański socjolog pochodzenia żydowskiego, prawnik i nauczyciel, przedstawiciel psychokulturalizmu - teorii głoszącej, że w każdym procesie kulturowym doniosłą rolę grają czynniki psychologiczne.
W roku 1950 ukazała się jego najsłynniejsza praca Samotny tłum (współautorami byli Nathan Glazer i Reuel Denney) – wskazująca na zachodzące w społeczeństwie amerykańskim przejście od typu osobowości wewnątrzsterownej do zewnątrzsterownej.

## Życiorys
Po ukończeniu studiów z zakresu prawa na Uniwersytecie Harvarda (Harvard Law School) pracował w latach 1935-1936 jako asystent sędziego Sądu Najwyższego Stanów Zjednoczonych. Nauczał także w University at Buffalo Law School.
Spośród innych jego publikacji duże uznanie zdobyła też praca The Academic Revolution, napisana wraz z Christopherem Jencksem, poświęcona amerykańskiemu szkolnictwu wyższemu.

## Typologia społeczeństw wSamotnym tłumieRiesmana
Riesman w pracy Samotny tłum argumentuje, że w społeczeństwie amerykańskim po II wojnie światowej zachodzi znacząca zmiana w dominującym typie charakteru, którą określa jako przejście od wewnątrzsterowności do zewnątrzsterowności. Riesman pokazuje jak powojenna „era obfitości” z właściwą jej dominacją problematyki konsumpcji zmienia Amerykanów i całe społeczeństwo. Przejścia między typami społeczeństw wiązane są z kolejnymi fazami rozwoju demograficznego.

### Społeczeństwa sterowane tradycją
Pierwotnym typem społeczeństwa jest według Riesmana społeczeństwo sterowane tradycją. Typ osobowości charakterystycznej dla jego członków nastawiony jest na ścisłe przestrzeganie tradycji. Jednostka żyje w nich w ściśle określonym stosunku do innych członków zbiorowości i liczy się przede wszystkim jako część grupy. Jej indywidualność i osobiste cele są podporządkowane całości. Jednostki wyraźnie odmienne lub nonkonformiści zostają przyswojeni przez wspólnotę jako szamani czy czarownicy. Prawdziwe zerwanie z tradycyjnym światem zdarza się w tych społeczeństwach niezwykle rzadko.
Riesman wskazuje, że taki typ osobowości występuje także w wielu współczesnych mu społeczeństwach (praca pisana była w latach czterdziestych XX wieku), charakteryzujących się wysokim wzrostem liczby ludności (np. Indie, Egipt i Chiny). Średnia długość życia jest tu krótka, ludność cechuje znaczna przewaga roczników młodych, a pokolenie wypiera pokolenie znacznie szybciej niż w społeczeństwach fazy wstępnego spadku liczby ludności. Duża liczba urodzeń w tych państwach nie jest tylko wynikiem niewiedzy, lecz wiąże się ona z całym stylem życia, poglądami na rolę kobiety, płeć itp. Jednostka sterowana tradycją niemal nie traktuje siebie w kategoriach jednostkowych.

### Społeczeństwa wewnątrzsterowne
Są to społeczeństwa okresu przejściowego wzrostu liczby ludności. Na spadek stopy zgonów składają się tu takie czynniki jak np.: wzrost troski o higienę, poprawa komunikacji, spadek dzieciobójstwa i przemocy, ulepszenie techniki, itp. W historii Zachodu taki typ społeczeństw pojawił się wraz z renesansem i reformacją.
Jednostki w tych społeczeństwach we wczesnym okresie życia nabywają uwewnętrzniony zespół celów i wartości, którymi następnie kierują się w życiu. Pozwala to im żyć w zbiorowości bez pomocy ścisłych i oczywistych nakazów tradycji. Ludzie wewnątrzsterowni zyskują poczucie panowania nad własnym życiem, a ich dewizą życiową jest wysiłek i praca. Skupiają się na „produkowaniu swojego charakteru”. Człowiek o charakterze wewnątrzsterownym dąży do wyrażenia samego siebie jako „moralizatora”.

### Społeczeństwo zewnątrzsterowne
Są to społeczeństwo wstępnego spadku liczby ludności, w których coraz mniej ludzi pracuje na roli, w kopalniach, czy w przemyśle. Zażywają oni obfitości dóbr i wolnego czasu i dzięki temu zdolni są do rozrzutnej, „luksusowej” konsumpcji.
Typ zewnątrzsterowny przeważa wśród młodzieży, mieszkańców większych miast (np. Nowy Jork czy Los Angeles) oraz osób o wysokich dochodach. Ludzie żyją tu tak jak „nakazują” im inni by zdobyć akceptację i stać się lubianym. Zewnątrzsterowność cechuje się uczuleniem na oczekiwania i preferencje innych. Człowiek zewnątrzsterowny „podbija ludzi”, żyje wśród ludzi, musi umieć porozumiewać się z innymi. Często zatraca pewność kim właściwie jest i dokąd zmierza. Ma wiele twarzy i zmienia je w zależności od okoliczności. Jest głodny nowych doświadczeń, boi się, żeby nie zostać w tyle. Często jest niepewny, zaniepokojony, ocenia się zbyt i żyje w świecie złudzeń, które nie są w stanie dorównać rzeczywistości. Człowiek zewnątrzsterowny wyraża siebie jako człowieka „dobrze poinformowanego”. Rezygnuje z emocjonalnego angażowania się w politykę. Tworzy się w ten sposób „tłum” ludzi, którzy są niezdolni do tego by prawdziwie zaspokoić swoje wzajemne potrzeby bycia razem. Riesman prognozuje, że hegemonia zewnątrzsterowności jest sprawą niedalekiej przyszłości.

## Recepcja i krytykaSamotnego tłumu
Praca Riesmana odbiła się szerokim echem i była komentowana także poza środowiskiem akademickim. Traktowana była jako diagnoza kondycji powojennego społeczeństwa amerykańskiego, a sam autor stał się jednym z pierwszych w Stanach Zjednoczonych publicznych intelektualistów.

## Publikacje
- The Lonely Crowd (1950, razem z Nathanem Glazerem i Reuelem Denneyem)
  - wydanie polskie Samotny tłum, przełożył i wstępem opatrzył Jan Strzelecki, Warszawa, wyd I: 1971, s. 410, Wyd PWN, wyd II: 1996, s. 391, Wyd. Muza, ISBN 83-7079-625-7
- Faces in the Crowd (1952, razem z Nathanem Glazerem i Reuelem Denneyem) – (źródła i materiały dla Samotnego tłumu,)Quellen- und Materialband für The Lonely Crowd, wieder mit Nathan Glazer und Reuel Denney
- Thorstein Veblen: A Critical Interpretation (1953)
- Constraint and Variety in American Education (1956)
- Conversations in Japan: Modernization, Politics, and Culture (1967)
- The Academic Revolution (1968, razem z Christopherem Jencksem)
- On Competence: A Critical Analysis of Competence Based Reforms in Higher Education (1979)
- Abundance For What?